# 伯氏囊鰓鰻
伯氏囊鰓鰻為輻鰭魚綱囊鰓鰻目囊鰓鰻科的一個種，分布於太平洋海域，屬深海魚類，棲息深度可達1100公尺，體長可達89.5公分。

## 擴展閱讀
維基物種上的相關：伯氏囊鰓鰻